# Batang Quiapo
A Batang Quiapo egy fülöp-szigeteki televíziós sorozat, amit az ABS-CBN készített 2023-ban. Főszereplői: Coco Martin.

## Főszereplők

### Jelenlegi

#### Főszereplők
| Színész(nő)                                    | Szerepnév                                                                      |
| ---------------------------------------------- | ------------------------------------------------------------------------------ |
| Coco Martin                                    | Jesus Nazareno "Tanggol" A. Dimaguiba / Jesus Nazareno "Tanggol" A. Montenegro |
| Christopher de Leon Coco Martin (fiatalon)     | Ramon Montenegro / Alberto Frias                                               |
| Lito Lapid Jomari Angeles (fiatalon)           | Supremo "Primo" C. Medina                                                      |
| John Estrada Ejay Falcon (fiatalon)            | Rigor Dimaguiba                                                                |
| Cherry Pie Picache Miles Ocampo (fiatalon)     | Ma. Teresa "Marites" Asuncion-Dimaguiba                                        |
| Jacklyn Jose                                   | Dolores Espinas                                                                |
| Lorna Tolentino Lara Fortuna (fiatalon)        | Amanda Salonga                                                                 |
| Charo Santos Precious Lara Quigaman (fiatalon) | Matilde "Tindeng" Asuncion                                                     |

#### Mellékszereplők
| Színész(nő)                                     | Szerepnév                                                                 |
| ----------------------------------------------- | ------------------------------------------------------------------------- |
| Ivana Alawi Mona Alawi (fiatalon)               | Samantha "Bubbles" Montenegro                                             |
| Tessie Tomas                                    | Señora Bettina Caballero                                                  |
| Jaime Fabregas                                  | Don Facundo Caballero                                                     |
| Joey Marquez                                    | Edilberto "Berting" Oliva                                                 |
| Julio Diaz Dominic Roco (fiatalon)              | Augustus V. Pacheco                                                       |
| Allan Paule Marlo Mortel (fiatalon)             | Armando "Mando" Mendoza                                                   |
| Joonee Gamboa                                   | Harrison Co Cheng / Angkong                                               |
| Tommy Abuel Raul Montesa (fiatalon)             | Don Julio Montenegro                                                      |
| Ronnie Lazaro Viggo Franco (fiatalon)           | Lucio Liberan                                                             |
| Irma Adlawan Ryza Cenon (fiatalon)              | Olga Montenegro / Beng                                                    |
| Pen Medina                                      | Marciano "Marsing" Dimaculangan                                           |
| Nonie Buencamino Alex Vincent Medina (fiatalon) | Marcelo Macaraig                                                          |
| Soliman Cruz Jim Pebanco (fiatalon)             | Celso / Mayor                                                             |
| Susan Africa                                    | Nonita "Nita" Dimaculangan                                                |
| Lou Veloso Karl Medina (fiatalon)               | Ricardo "Noy" Asuncion, Jr.                                               |
| Joel Lamangan                                   | Roda                                                                      |
| Jojit Lorenzo                                   | Renato "Enteng" Dimapilis                                                 |
| Mercedes Cabral                                 | Lena Cortez                                                               |
| Ping Medina                                     | Edwin Dimaculangan                                                        |
| Mark Lapid                                      | Benjamin "Ben" Camacho                                                    |
| Jeffrey Tam                                     | Leroy "Roy" Tiu-Lee                                                       |
| McCoy de Leon                                   | David A. Dimaguiba / Hesus Nazareno "Tanggol" A. Montenegro (hamisítvány) |
| Ronwaldo Martin                                 | Santino A. Dimaguiba                                                      |
| Renz Fernandez                                  | Bullet                                                                    |
| King Gutierrez                                  | Manuel Suarez                                                             |
| Dan Alvaro                                      | Dante Martinez                                                            |
| Luisito Espinosa                                | Roberto                                                                   |
| Levi Ignacio                                    | Coach Gary                                                                |
| Benzon Dalina                                   | Turko                                                                     |
| Sugar Ray "Mammoth" Estroso                     | Gabriel "Bulldog" Santiago                                                |
| Renz Joshua "Baby Giant" Baña                   | Rowell "Oweng" Bulawan                                                    |
| Ryan Martin                                     | Rodolfo "Dolfo" Agustin                                                   |
| Mark Anthony "Big Mak" Andaya                   | Alvin "Tanos" Garcia                                                      |
| Malou Crisologo                                 | Pacing                                                                    |
| Gil "Ate Gay" Morales                           | Elsa                                                                      |
| Donna Cariaga                                   | Becky                                                                     |
| Yukii Takahashi                                 | Camille                                                                   |
| Elijah Canlas                                   | Pablo Caballero                                                           |
| Yce Navarro                                     |                                                                           |
| Ara Davao                                       |                                                                           |

### Korábbi

#### Főszereplők
| Színész(nő) | Szerepnév                                    |
| ----------- | -------------------------------------------- |
| Lovi Poe    | Monica "Mokang / Monique" Dimaculangan-Frias |

#### Mellékszereplők
| Színész(nő)     | Szerepnév          |
| --------------- | ------------------ |
| RK Bagatsing    | Greg Montenegro    |
| Ricardo Cepeda  | Richardson Wu      |
| Marina Benipayo | Christine Cheng    |
| Odette Khan     | Aurora Cheng       |
| Toni Fowler     | Chicky             |
| Marlon Tourette | Iking              |
| Ynez Veneracion | Marita             |
| Dinky Doo Jr.   | Boston             |
| Deborah Sun     | Yolly              |
| Johnny Revilla  | Mr. Salazar        |
| Dindo Arroyo    | Severino           |
| Val Iglesias    | Mulong             |
| Robert Seña     | Gerardo Balatucan  |
| Lao Rodriguez   | Antonio Macasantos |
| Vandolph Quizon | Bong               |